# LM5
LM5 е петият албум на британската група Литъл Микс, издаден през ноември 2018 г. Съдържа 14 музикални изпълнения, от него са излезли два сингъла „Woman Like Me“ и „Think About Us“.

## Списък с песните

### Оригинален траклист
1. „The National Manthem“ – 0:29
2. „Woman Like Me“ (с Ники Минаж) – 3:49
3. „Think About Us“ – 3:55
4. „Strip“ (със Шарая Джей) – 3:19
5. „Monster in Me“ – 3:45
6. „Joan of Arc“ – 3:11
7. „Love a Girl Right“ – 3:02
8. „American Boy“ – 3:11
9. „Told You So“ – 3:12
10. „Wasabi“ – 2:34
11. „More than Words“ (с Камил) – 3:18
12. „Motivate“ – 3:21
13. „Notice“ – 3:34
14. „The Cure“ – 3:35

### Делукс издание
1. „Forget You Not“ – 3:07
2. „Woman's World“ – 3:37
3. „The Cure“ (съблечен) – 1:47
4. „Only You“ (с Cheat Codes) – 3:09

### Японско издание
1. „Only You“ (акустика) – 3:09

### iTunes Store бонус видео
1. „More Than Words“ (с Камил) (видео) – 3:19